# Serie A 2009 (pallapugno)
La Serie A 2009 è stata la 88ª edizione del massimo campionato italiano di pallapugno maschile.

## Squadre partecipanti
| Club                                                         | Capitano             | Città                                      |
| ------------------------------------------------------------ | -------------------- | ------------------------------------------ |
| Termosanitari Cavanna Augusto Manzo                          | Cristian Giribaldi   | Santo Stefano Belbo (CN)                   |
| Torronalba Canalese                                          | Bruno Campagno       | Canale (CN)                                |
| Conad Imperiese                                              | Ivan Orizio          | Dolcedo (IM)                               |
| Nuova Elettrofer Monferrina                                  | Alessandro Trincheri | Vignale Monferrato (AL)                    |
| Centro Esse Sisea Monticellese                               | Daniel Giordano      | Monticello d'Alba (CN)                     |
| Albagrafica Bra Servizi Nigella                              | Alessandro Bessone   | San Benedetto Belbo (CN)                   |
| Bcc Pianfei Rocca de' Baldi Pasta Monregale Pro Paschese     | Paolo Danna          | Madonna del Pasco (Villanova Mondovì) (CN) |
| Rossini Caffè Olio Desiderio Banca d'Alba Ricca              | Roberto Corino       | Ricca di Diano d'Alba (CN)                 |
| San Biagio                                                   | Andrea Dutto         | San Biagio (Mondovì) (CN)                  |
| Terme di Vinadio Subalcuneo                                  | Oscar Giribaldi      | Cuneo                                      |
| Assicurazioni La Piemontese Porro Calcestruzzi Virtus Langhe | Luca Galliano        | Dogliani (CN)                              |

## Prima Fase
|    | Club          | P  |
| -- | ------------- | -- |
| 1  | Ricca         | 17 |
| 2  | Pro Paschese  | 15 |
| 3  | Subalcuneo    | 15 |
| 4  | Virtus Langhe | 14 |
| 5  | Canalese      | 11 |
| 6  | Monferrina    | 10 |
| 7  | Imperiese     | 8  |
| 8  | Monticellese  | 8  |
| 9  | San Biagio    | 5  |
| 10 | Augusto Manzo | 5  |
| 11 | Nigella       | 2  |

## Seconda Fase
|   | Club          | P  |
| - | ------------- | -- |
| 1 | Ricca         | 33 |
| 2 | Subalcuneo    | 31 |
| 3 | Pro Paschese  | 27 |
| 4 | Virtus Langhe | 26 |
| 5 | Canalese      | 15 |
| 6 | Monferrina    | 10 |

|    | Club          | P  |
| -- | ------------- | -- |
| 7  | Monticellese  | 24 |
| 8  | San Biagio    | 13 |
| 9  | Augusto Manzo | 13 |
| 10 | Nigella       | 10 |
| 11 | Imperiese     | 8  |

## Fase Finale

### Spareggi Play-off
| Virtus Langhe | Monticellese | 11-3  |
| Canalese      | Monferrina   | 11-10 |

| Virtus Langhe | Canalese | 11-3 |

### Finali Scudetto
| Squadra 1  | Squadra 2     | Andata | Ritorno |
| ---------- | ------------- | ------ | ------- |
| Subalcuneo | Pro Paschese  | 9-11   | 4-11    |
| Ricca      | Virtus Langhe | 11-0   | 11-4    |

| Squadra 1 | Squadra 2    | Andata | Ritorno |
| --------- | ------------ | ------ | ------- |
| Ricca     | Pro Paschese | 10-11  | 7-11    |

## Squadra Campione d'Italia
Bcc Pianfei Rocca de' Baldi Pasta Monregale Pro Paschese
- Battitore: Paolo Danna
- Spalla: Gianluca Busca
- Terzini: Giuliano Foggini, Enrico Unnia